# تمیستوکلس تزیموپولوس
تمیستوکلس تزیموپولوس (یونانی: Θεμιστοκλής Τζημόπουλος؛ زادهٔ ۲۰ نوامبر ۱۹۸۵) بازیکن فوتبال اهل یونان است.
از باشگاه‌هایی که در آن بازی کرده‌است می‌توان به باشگاه فوتبال ویرا و باشگاه فوتبال گیانینا اشاره کرد.
وی همچنین در تیم ملی فوتبال نیوزیلند بازی کرده‌است.